# Alain Cognard
Alain Cognard, né le 22 décembre 1945 à Paris, est un sociologue et photographe canadien et français.

## Biographie
Alain Cognard a étudié et travaillé en Droit et Économie. Il a participé avec Georges Lapassade à l’analyse de l’université du Québec à Montréal, lors de sa création, ainsi qu’à la rédaction de deux ouvrages connexes. Observateur des groupes humains et des nations, il s'est particulièrement intéressé à l'expression sociale des exclus et de la dissidence de général. Il est fasciné par l'incapacité des sociétés à reconnaître les capacités de certaines classes de citoyens (femmes, défavorisés, étranger).
Il s’est intéressé à la photographie (Paris les 30×40), visant particulièrement à faire ressortir l’expression des personnages et à les situer dans leur époque : « Les parapluies 1966 », « Johnny à la Nation 1965 », « Les Gitans 1966 », « Référent d’homme, 1967 », « rue de la Verrerie 1993 », « Élise, 1997 », « Couleurs, 2004 ». 

## Œuvres

### Nouvelles
- Les saisons littéraires, Guérin, 1996
- ITI, Quebecor, 1996

### Essais
- Alain Cognard, La belle province des satisfaits, Montréal, VLB, 2003 (ISBN 9782890058385)
- Alain Cognard, Un petit pas pour la femme, un grand pas pour l’humanité, Montréal, Michel Brûle, 2009 (ISBN 9782894854426)
- Alain Cognard, Misère de la démocratie, pour une réingénierie de la politique, Paris, L'Harmattan, 2014  (ISBN 9782343041711)[1]